# Барвинский, Василий Александрович
Василий Александрович Барвинский (укр. Василь Олександрович Барвінський; 20 февраля 1888, Тернополь — 9 июня 1963, Львов) — украинский композитор, пианист, музыкальный критик, педагог, дирижёр, организатор музыкальной жизни. Известный представитель украинской музыкальной культуры XX века.
Доктор искусствоведения (1940), почетный доктор Украинского университета в Праге (1938).

## Биография
Музыкальное образование получил во Львовской консерватории под руководством Кароля Микули и Вилема Курца, после её окончания в 1906 году поступил на юридический факультет Львовского университета, однако уже через год выехал в Прагу для продолжения музыкального образования. Учился на философском факультете Карлова университета, где слушал лекции известных чешских музыкантов под руководством профессора Витезслава Новака.
Во время учёбы написал первое крупное произведение «Українська рапсодія». В 1912—1914 написаны фортепианный секстет, посвященный памяти Н. Лысенко и ряд фортепианных пьес. В 1915 вернулся во Львов. Руководил хором товарищества «Боян», выступал с концертами.
В 1915—1939 — профессор и директор Высшего музыкального института им. Лысенко во Львове. Одной из его первых учениц была Стефания Ивановна Туркевич-Лукиянович. В 1939—1941 и 1944—1948 гг. — профессор и директор Львовской консерватории. В 1939 был депутатом Народного Собрания Западной Украины, объявившего об установлении Советской власти и присоединении к СССР.
В 1930-е годы Барвинский составил сборник украинских народных песен для фортепиано. Тогда же возник фортепианный сборник колядок и щедривок, а также сборник детских пьес. На темы украинских песен написал ряд пьес для скрипки и фортепиано («Песня», «Юморески», «Песня и танец», «Элегия»), а также «Струнный квартет для молодежи». В 1932—1933 создал кантату «Наша песня, наша тоска».
В 1941—1944 находился в эвакуации.
Находясь на должности директора Львовской консерватории и председателя Львовского отделения Союза композиторов, В. Барвинский написал с 1945 до 1948 г. ряд произведений преимущественно вокального жанра. В начале 1948 г. В. Барвинского арестовали. В тюрьме заставили подписать документ: «Разрешаю уничтожить мои рукописи». Потом была ссылка на десять лет в Мордовию, после отбытия которой вернулся во Львов и продолжал музыкальную работу, восстанавливая пропавшие произведения.
В 1964 Верховный Суд СССР отменил приговор Барвинскому «за отсутствием состава преступления» и таким образом реабилитировал его.
Похоронен на Лычаковском кладбище во Львове.
После смерти Барвинского нашлись рукописи композитора, в частности, его фортепианная соната 1910 г. и фортепианный концерт. О находке последнего стало известно 9 июня 1993 — в день 30-летия со дня смерти Барвинского: в далекой Аргентине нашёлся клавир концерта.
Ныне почти все произведения композитора возвращены к жизни, опубликованы ноты и СD-записи в совершенном исполнении. В 2017 году Виолина Петриченко записала диск «The Silenced Voice of Vasyl Barvinsky».